# Sutura coronal
La sutura coronal es una articulación densa de tejido conjuntivo fibroso que separa el hueso frontal del hueso parietal del cráneo. En el momento de nacer, los huesos del cráneo no están unidos.  

## Patología
Si ciertos huesos del cráneo crecen demasiado rápido puede ocurrir un "cierre prematuro" de las suturas. Esto puede dar lugar a deformidades en el cráneo. Existen dos deformidades posibles que pueden ser causadas por el cierre prematuro de la sutura coronal:
- cráneo elevado, en forma de torre, llamado "oxicefalia"
- cráneo torcido y asimétrico, llamado "plagiocefalia"

La sutura coronal deriva del mesodermo paraxial.

## Imágenes adicionales

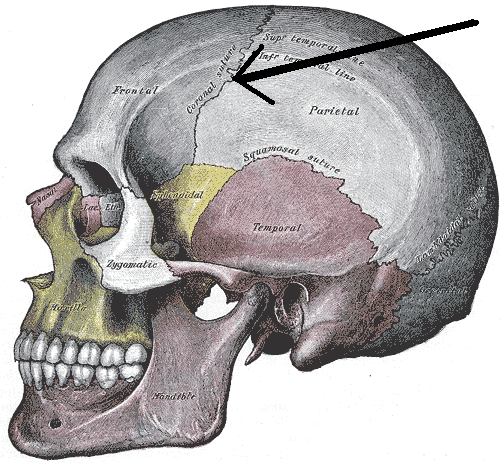
Vista lateral de la cabeza ósea. (La flecha apunta a la 'sutura coronal').
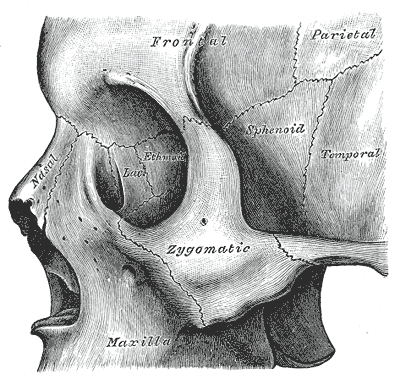
Hueso cigomático izquierdo in situ. (Sutura coronal no etiquetada, pero región visible arriba a la derecha).
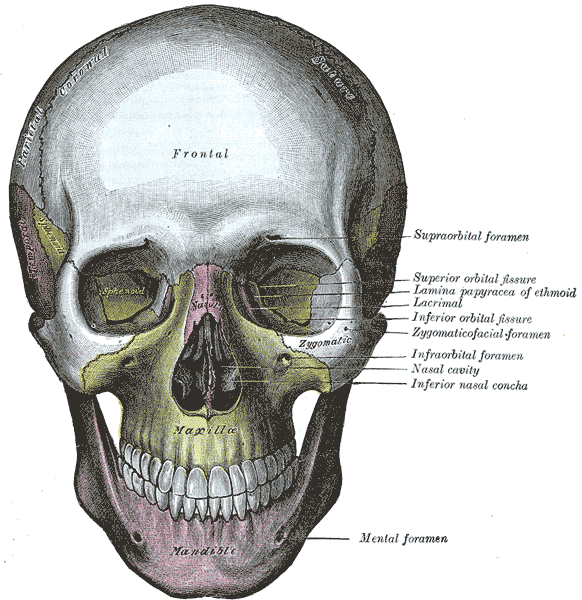
Cabeza ósea vista de frente.
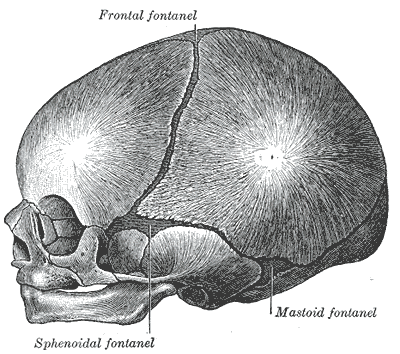
Cráneo de un recién nacido, mostrando la fontanela lateral.
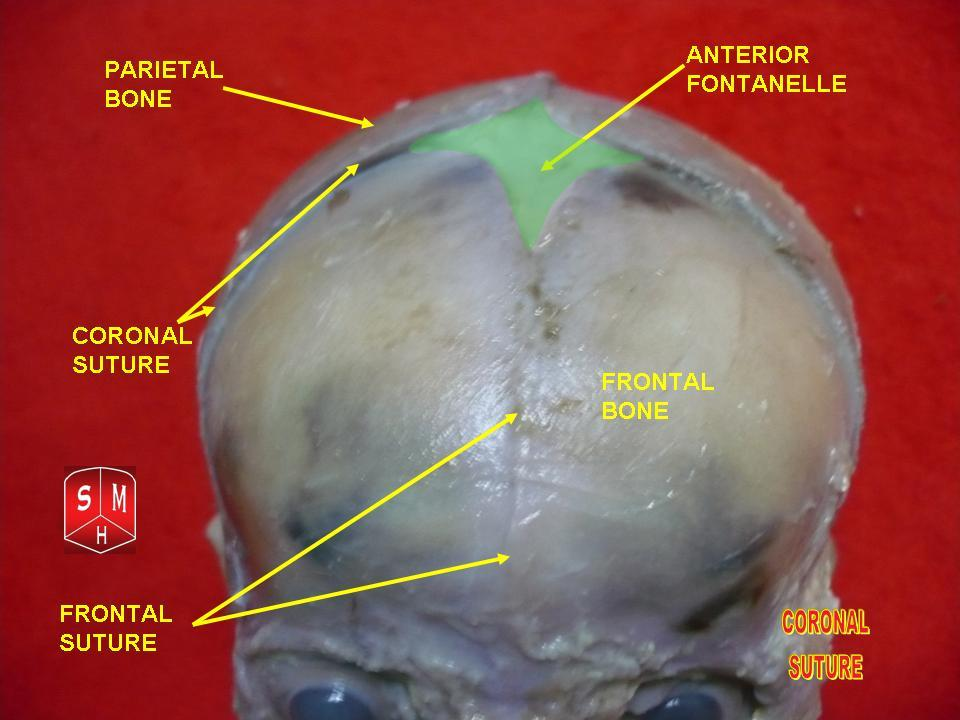
Sutura coronal.
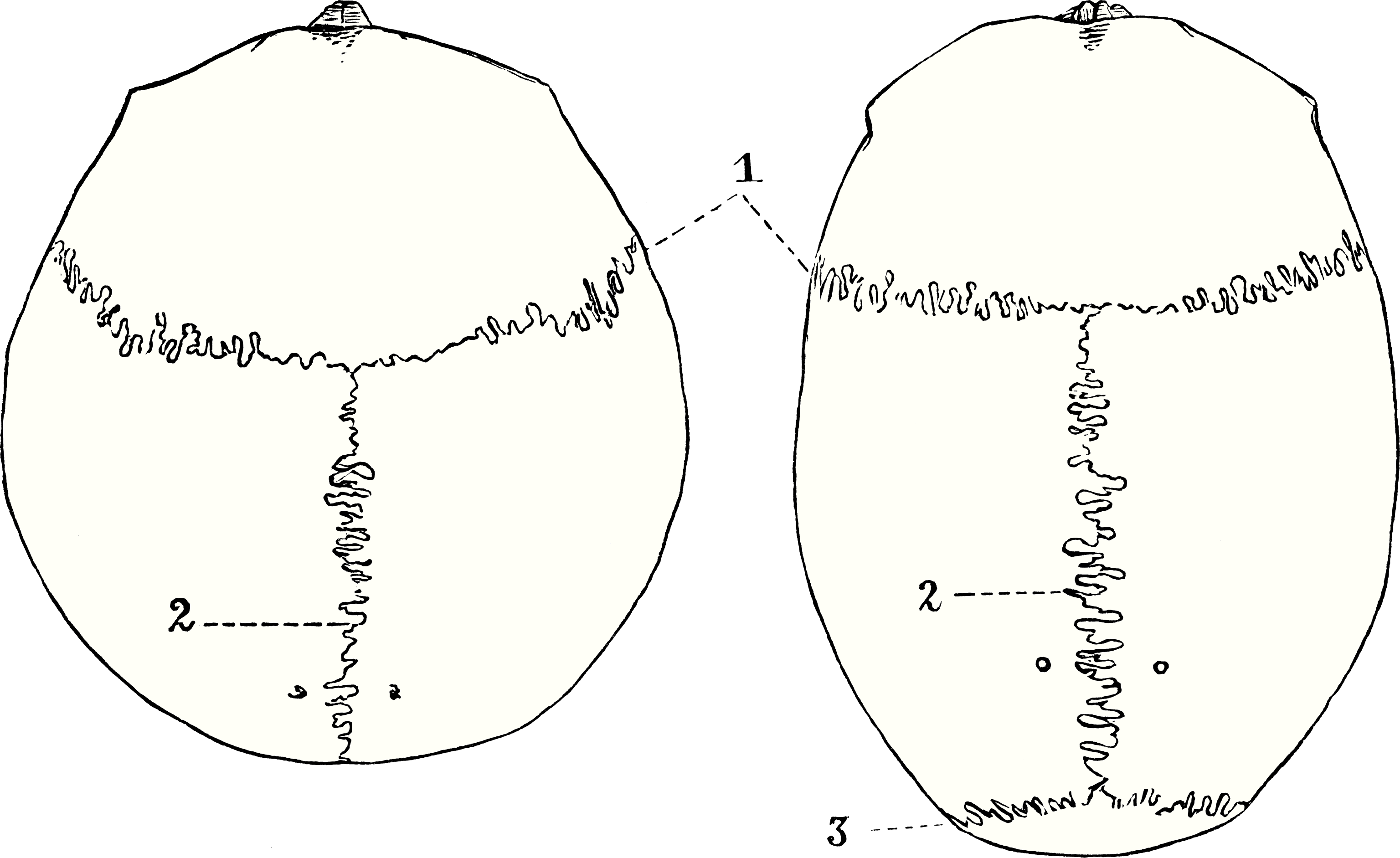
Vista superior del cráneo. Sutura coronal etiquetada con '1'.